# A5-ös autópálya (Szlovénia)

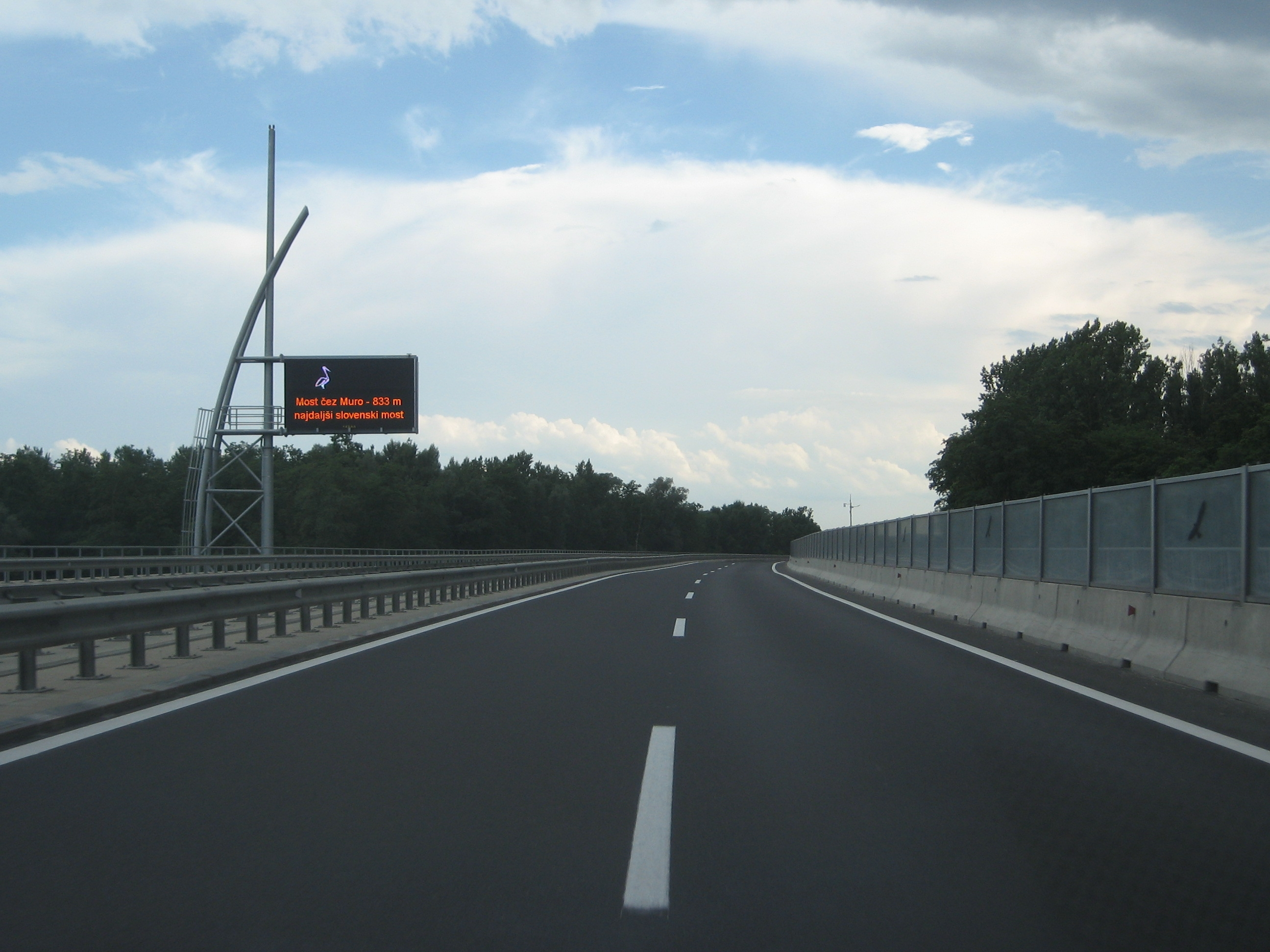
Az A5-ös a Mura felett

Az A5-ös autópálya vagy Muravidéki autópálya (szlovénül: avtocesta A5) egy szlovéniai autópálya. Maribort köti össze a magyar határral. A magyar határnál csatlakozik az M70-es autópályához. Az első szakaszt, melynek hossza 11,3 km 2003-ban adták át, végleges befejezése 2008-ban volt. Az autópálya teljes hossza 81 km. Az A1-es autópályával együtt Koper és Magyarországon át Ukrajna felé képez NATO-Korridort.

## Európai útszámozás
| Szám | Útvonal                              |
| ---- | ------------------------------------ |
|      | Maribor (Razcep Dragučova) - Pince / |

## Műszaki tartalom
Az autópálya szűkített műszaki tartalommal épült meg, mivel vélhetően költségcsökkentésből az alagutak, a hidak, és a pálya terepen futó részein sem épült leállósáv, sem annak helyét biztosító füvesített padka. A csökkentett műszaki tartalom következtében a megengedett legnagyobb sebesség 110 km/h-ra van korlátozva.